# Hendrik Ooms
Hendrik Ooms (18 de marzo de 1916-6 de diciembre de 1993) fue un deportista neerlandés que compitió en ciclismo en la modalidad de pista.
Participó en los Juegos Olímpicos de Berlín 1936, obteniendo una medalla de plata en la prueba de tándem. Ganó una medalla de bronce en el Campeonato Mundial de Ciclismo en Pista de 1937.

## Medallero internacional
| Juegos Olímpicos   | Juegos Olímpicos       | Juegos Olímpicos  | Juegos Olímpicos         |
| Año                | Lugar                  | Medalla           | Competición              |
| ------------------ | ---------------------- | ----------------- | ------------------------ |
| 1936               | Berlín (Alemania)      | Medalla de plata  | Tándem                   |
| Campeonato Mundial |                        |                   |                          |
| Año                | Lugar                  | Medalla           | Competición              |
| 1937               | Copenhague (Dinamarca) | Medalla de bronce | Velocidad individual (A) |